# 가제하카세
가제하카세(일본어: 風博士)는 유닉스 계통 운영체제용으로 GTK+ 라이브러리를 사용해 개발한 웹 브라우저이며, GNU 일반 공중 사용 허가서로 배포한다. 게코 레이아웃 엔진과 웹키트를 사용한다.
포함된 기능으로는
- RSS 지원 (일본에서 변형된 LIRS나 HINA-DI도 지원한다)
- 브라우저 탭의 드래그 앤 드롭
- 마우스 제스처
- 모질라 파이어폭스, 모질라 슈트, 넷스케이프, 갈레온, 컹커러 그리고 w3m에서 북마크 가져오기 지원, XBEL(XML 북마크 교환 언어)를 통한 북마크 공유 기능
- 정규 표현식을 이용한 "스마트 북마크"
- 브라우저 사용 역사에 대한 풀 텍스트 검색 지원

브라우저 이름은 일본 작가 안고 사카구치가 지은 단편에서 따왔다.